# Pătârlagele

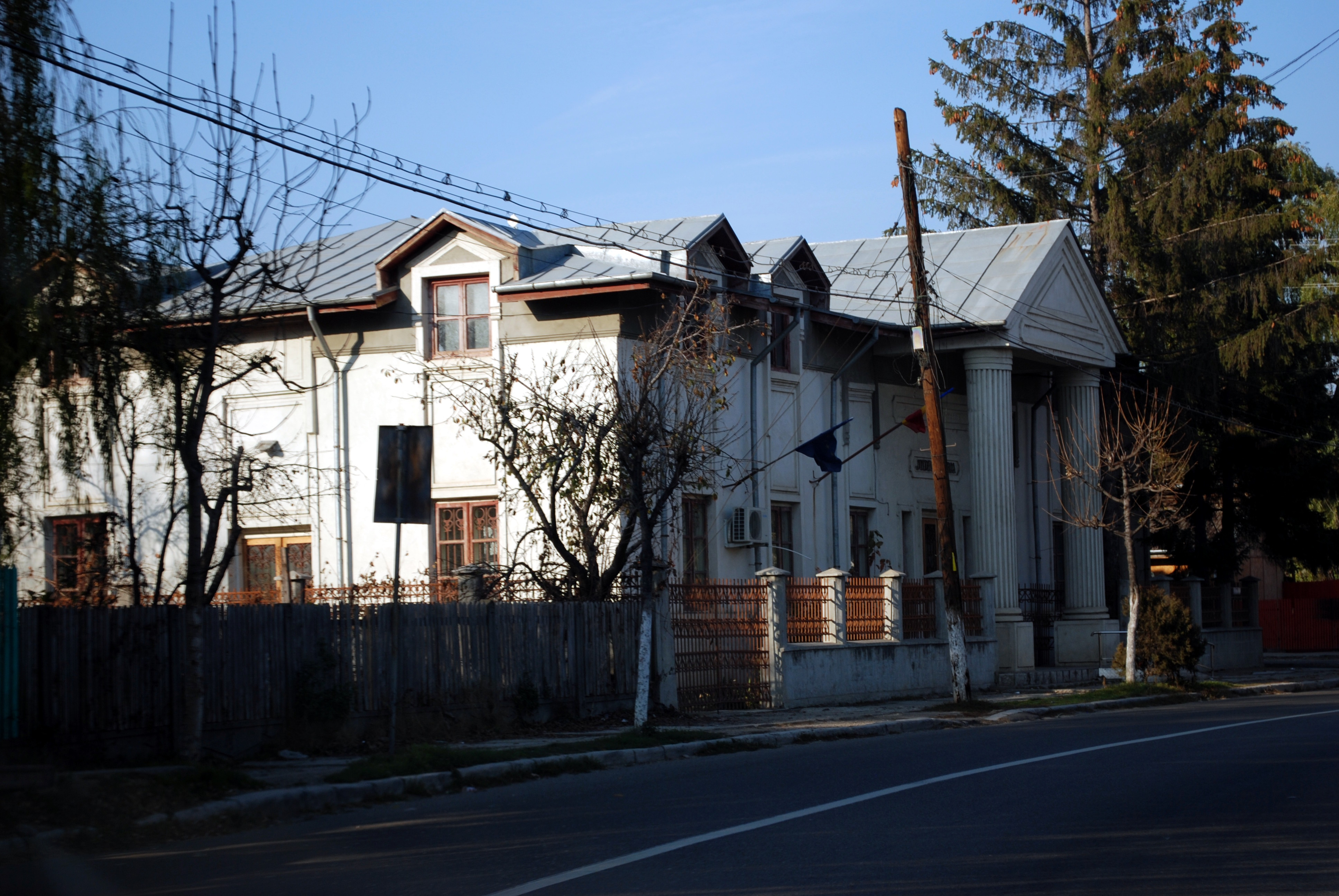
A bíróság épülete

Pătârlagele város Buzău megyében, Munténiában, Romániában.

## Fekvése
A Buzău folyó mentén helyezkedik el.

## Történelem
A mai város környékén, 1211 és 1225 között több csata zajlott a teuton lovagok és a kunok között. Első írásos említése 1573-ból való. 
Vasútállomását 1908-ban avatták fel. 2004-ben kapta meg a városi rangot.

## Külső hivatkozások
- A városról (románul)